# 2019년 전주국제영화제
제20회 전주국제영화제는 2019년 5월에 개최된 영화제이다. 사회자는 최원영이다.

## 수상 및 후보

### 국제경쟁 - 대상
- 내일부터 나는 - 이반 마르코비치 외 1명 수상

### 국제경쟁 - 작품상
- 안식처 - 엘베시우 마링스 주니어 수상

### 국제경쟁 - 심사위원특별상
- 지난밤 너의 미소 - 캐비치 니앙 수상

### 한국경쟁 - 대상
- 흩어진 밤 - 이지형 수상
- 흩어진 밤 - 김솔 수상

### 한국경쟁 - 배우상
- 파도를 걷는 소년 - 곽민규 수상
- 흩어진 밤 - 문승아 수상

### 한국경쟁 - 심사위원 특별언급
- 파도를 걷는 소년 - 최창환 수상

### 한국단편경쟁 - 대상
- 파테르 - 이상환 수상

### 한국단편경쟁 - 감독상
- 레오 - 이덕찬 수상

### 한국단편경쟁 - 심사위원특별상
- 병(病) - 이우동 수상

### CGV아트하우스 - 배급지원상
- 이타미 준의 바다 - 정다운 수상

### CGV아트하우스 - 창작지원상
- 이장 - 정승오 수상

### 넷팩(아시아영화진흥기구)상
- 수확 - 미쇼 안타제 수상

### 다큐멘터리상(진모터스 후원)
- 삽질 - 김병기 수상

### 국제경쟁
- 숨 가쁜 동물들 - 레이 레이
- 내일부터 나는 - 이반 마르코비치 외 1명
- 안식처 - 엘베시우 마링스 주니어
- 이노센트(영어판) - 사이먼 자크메
- 엄마에게로의 여행 - 셀리아 리코 클라벨리노
- 지난밤 너의 미소 - 캐비치 니앙
- 오홍 마을 - 린룽인
- 덴마크의 자식들 - 울라 살림
- 스톤 스피커 - 이고르 드리아카
- 도주하는 아이 - 노라 핑스체이트
- 서른 - 시모나 코스토바

### 한국경쟁
- 굿바이 썸머 - 박주영
- 다행(多行) 이네요 - 김송미
- 뎀프시롤 (가제) - 정혁기
- 리메인 - 김민경
- 애틀란틱 시티 - 라주형
- 욕창 - 심혜정
- 이장 - 정승오
- 이타미 준의 바다 - 정다운
- 파도를 걷는 소년 - 최창환
- 흩어진 밤 - 김솔
- 흩어진 밤 - 이지형

### 한국단편경쟁
- 겨울의 수박 - 황유정
- 나의 새라씨 - 김덕근
- 너무 무겁지도 가볍지 않게 - 조윤선
- 노량대첩 - 김소현
- 다정을 위한 시간 - 김지현
- 대리시험 - 김나경
- 레오 - 이덕찬
- 링링 - 윤다영
- 미수금 - 유훈영
- 배창호 SHOW - 한창록
- 병(病) - 이우동
- 보통은 그렇다 - 김광민
- 비에 젖은 나방 - 전민혁
- 빛나는 츤츤 - 정형화
- 상팔자 - 김민재
- 서정의 세계 - 김수로
- 아쿠아마린 - 유종석
- 여고생의 기묘한 자율학습 - 김보원
- 우린같이 영화를보고 소설을읽어 - 이연철
- 움직임의 사전 - 정다희
- 주근깨 - 김지희
- 지팡이소녀 - 조한별
- 차대리 - 김진화
- 탈날 탈(頉) - 서보형
- 파테르 - 이상환
- 해몽(解夢) - 정재욱

### 전주 시네마 프로젝트
- 아무도 없는 곳 - 김종관
- 국도극장 - 전지희
- 불숨 - 고희영
- 이사도라의 아이들 - 다미앙 마니벨

### 프론트라인
- 프레젠트.퍼펙트. - 셩즈 주
- 카산드로, 엑소티코! - 마리 로지에
- 악몽의 성 - 르네 발레스테로스
- 시간 속의 공간 - 토마스 하이제
- 지워진 자들의 흔적 - 가산 할와니
- 독일. 겨울 이야기 - 얀 보니
- 스틸 레코딩 - 사에드 알 바탈 외 1명
- 썬더 로드 - 짐 커밍스
- 에바를 찾아서 - 피아 헬렌탈
- 할리 프로스퍼의 정지된 삶 - 후안 마누엘 세풀베다
- 블론드 애니멀 - 알렉시아 발터 외 1명
- 델핀과 캐롤 - 칼리스토 맥널티
- 가마가사키 가마솥 전쟁 - 레오 사토
- 우리의 패배자들 - 쟝-가브리엘 뻬리오
- 라 플로어 (파트 1) - 마리아노 르리나스
- 라 플로어 (파트 2) - 마리아노 르리나스
- 라 플로어 (파트 3) - 마리아노 르리나스

### 마스터즈
- 꽥꽥과 잉여인간 - 브루노 뒤몽
- 인디애나 몬로비아 - 프레더릭 와이즈먼
- 글로리아 벨 - 세바스찬 렐리오
- 알리스 T. - 라두 문틴
- 신의 은총으로 - 프랑소와 오종
- 밤이여 안녕 - 앙드레 테시네
- 벌레 - 얀 슈반크마이에르
- 프랑스의 길 위에서 - 로맹 구필
- 산티아고, 이탈리아 - 난니 모레티
- 소리 없는 - 파블로 트라페로
- 웨딩 게스트 - 마이클 윈터바텀
- 불가능한 사랑 - 카트린 코르시니
- 산을 그리다 - 장양
- 폴 상셰즈가 돌아왔다 - 패트리샤 마주이
- 페트라 - 하이메 로살레스
- 나의 아들에게 - 왕 샤오슈아이
- 신성한 바람 - 메르작 알루아슈

### 월드 시네마스케이프
- 빌 스트리트가 말할 수 있다면 - 배리 젠킨스
- 레이와 리즈 - 리차드 빌링햄
- 겨울 비행 - 올모 오메르주
- 강가에서 - 레오노어 텔레스
- 서포트 더 걸즈 - 앤드류 부잘스키
- 마쿠코 - 츠루오카 케이코
- 가라앉는 가족 - 마리아 알체
- 커맨더 아리안 - 알바 소토라
- 제네시스 - 필리프 르사주
- 어 브레드 팩토리, 파트 원 - 패트릭 왕
- 어 브레드 팩토리, 파트 투 - 패트릭 왕
- 헬홀 - 바스 데보스
- 라스 크루세스 - 테레사 아레돈도 외 1명
- 더 로드 - 오그젠 글라보닉
- 첫 항해 - 알렉스 홈즈
- 어둑한 새벽 - 아베 하리카
- 중대발표 - 마무트 파질 코스쿤
- 스티치 - 미로슬라브 테직
- 더 리버 - 에미르 바이가진
- 로지 - 패디 브레스내치
- 작은 목소리로 속삭여줘 - 야마모토 아키라
- 금을 실은 양과 신성한 산 - 리담 잔베
- 포르투갈 여인 - 히타 아세베두 고미스
- 다이앤 - 켄트 존스

### 월드 시네마스케이프 단편
- 북쪽 사람들 - 그랜마스
- 피기 - 카를로타 마티네즈-페레다
- 비가 내려도 축구 - 로보 마우로
- 멋진 세계 - 이시이 다쓰야
- 스와브 - 마츠이 다이고

### 코리아 시네마스케이프
- 옹알스 - 차인표 외 1명
- 교환일기 - 임흥순 외 1명
- 영화광 연속살인사건 - 박진성
- 동아시아반일 무장전선 - 김미례
- 설악, 산양의 땅 사람들 - 이강길
- 세트플레이 - 문승욱
- 어제 일은 모두 괜찮아 - 이성한
- 까치발 - 권우정
- 침묵의 장벽 - 정희도 외 1명
- 죽도 서핑 다이어리 - 이현승
- 이 눈부신 봄날 - 주보정
- 삽질 - 김병기
- 언더그라운드 - 허욱
- 사회생활 - 이시대
- 김복동 - 송원근
- 아직 안 끝났어 - 유준상
- 어린 의뢰인 - 장규성

### 코리아 시네마스케이프 단편
- 미주꺼햄버거 - 김미림
- 고추 - 제이 박
- 샤또 몬테 - 전혜림
- 리바운드 - 성창원

### 시네마천국
- 미드 90 - 조나 힐
- 너의 새는 노래할 수 있어 - 미야케 쇼
- 더 다이브 - 요나 로젠키엘
- 루벤 브란트, 콜렉터 - 밀로라드 크르스틱
- 뉴욕 42번가 기타샵 - 론 만
- 애칭 - 캐롤 브랜트
- 퀸 오브 하츠 - 메이 엘-투키
- 쁘띠 아만다 - 미카엘 허스
- 결혼의 조건 - 미첼라 오치핀티
- 맛있는 가족 - 후쿠다 모모코
- 트루 시크릿 - 사피 네부
- 하나레이 베이 - 마츠나가 다이시
- 포화 속의 텔아비브 - 사메 조아비
- 할아버지는 30살 - 보 탄 호아
- 수영장으로 간 남자들 - 질 를르슈

### 불면의 밤
- 죽은 자의 아이들 - 켈리 카퍼 외 1명
- 더 워닝 - 다니엘 칼파소로
- 디아만티노 - 가브리엘 아브란테스 외 1명
- 헤일 사탄? - 페니 레인
- 코코-디 코코-다 - 요하네스 니홀름

### 영화보다 낯선
- 태양왕 루이 14세 - 알베르트 세라
- 거대한 기묘함 - 조디 맥
- 재건의 날들 - 헤인즈 에미그홀즈
- 해상성시 - 린 지
- 마감시간 - 니콜 푀겔
- 소피아 앙티폴리스 - 버질 버니어
- 일하지 마 (1968-2018) - 세자르 바이시에
- 수확 - 미쇼 안타제
- 이름 없는 무덤들 - 리티 판
- 영화-재난 - 폴 그리바스
- 파우스트 - 안드레아 부스만
- 카오스 - 사라 파타히
- 행복의 애가 - 알렉산더 클루게
- 세컨드 타임 - 도라 가르시아

### 익스팬디드 시네마 단편
- 폴리 원 - 케빈 제롬 에버슨
- 폴리 투 - 케빈 제롬 에버슨
- 강둑의 세 가지 풍경 - 이케다 쇼헤이
- 훌리오 이글레시아스의 집 - 나탈리아 마린
- 알티플라노 - 말레나 슬렘
- 블루 - 아피찻퐁 위라세타쿤
- 빛나는 묘지 - 루이스 알레한드로 예로
- 나이트 호스 - 예뢴 반 데 스톡
- 장미도 아닌 데이지도 아닌 - 임정혜
- 블루 - 마시모 다놀피 외 1명
- 페르난두 페소아는 어떻게 포르투갈을 구했는가 - 유진 그린
- 종말 이후 - 베르트랑 만디코
- 예술이란 무엇인가? - 쥐안치
- 호수의 사람들 - 장 마리 스트로브

### 익스팬디드 플러스
- 국가의 탄생 - 제임스 베닝
- 여기 아래에 나무 - 벤 리버스
- 사물의 형태 - 벤 리버스
- 아무것도 상상할 수 없어 - 벤 리버스
- 폴리 원 - 케빈 제롬 에버슨
- 폴리 투 - 케빈 제롬 에버슨
- 예술이란 무엇인가? - 쥐안치
- 21,3°C - 헬레나 위트만
- 난폭한 파동 - 헬레나 위트만
- 거대한 기묘함 - 조디 맥
- 알티플라노 - 말레나 슬렘
- 로스앤젤레스 - 피터 보 라프먼드 외 1명
- 훌리오 이글레시아스의 집 - 나탈리아 마린
- Shot Reverse Shot - 장우진

### 시네마톨로지
- 위대한 버스터 키튼 - 피터 보그다노비치
- 서칭 포 잉그마르 베르히만 - 마가레테 폰 트로타 외 1명
- 테오 앙겔로풀로스에게 보내는 편지 - 엘로디 레루
- 장클로드 브리소 - 마르카데가 251번지 - 로랑 아샤르
- 할 - 에이미 스콧
- 바바라 루빈 앤 더 익스플로딩 뉴욕 언더그라운드 - 척 스미스
- 리빙 더 라이트 - 로비 뮐러 - M. 클레어 페이만
- 지바 포스텍. 더 에디터 비하인드 더 필름 쇼아 - 캐서린 허버트
- 아녜스가 말하는 바르다 - 아녜스 바르다
- 두 영화 사이에서 - 로스 립먼

### 백 년 동안의 한국영화: 한국영화의 또 다른 원천 (20세기)
- 지옥화 - 신상옥
- 혈맥 - 김수용
- 춘몽 - 유현목
- 귀로 - 이만희
- 장군의 수염 - 이성구
- 이어도 - 김기영
- 한네의 승천 - 하길종
- 짝코 - 임권택
- 나그네는 길에서도 쉬지 않는다 - 이장호
- 꿈 - 배창호
- 아름다운 청년 전태일 - 박광수
- 꽃잎 - 장선우

### 백 년 동안의 한국영화: 와일드 앳 하트 (21세기)
- 반칙왕 - 김지운
- 와이키키 브라더스 - 임순례
- 고양이를 부탁해 - 정재은
- 복수는 나의 것 - 박찬욱
- 지구를 지켜라! - 장준환
- 귀여워 - 김수현
- 역도산 - 송해성
- 사랑니 - 정지우
- 형사 Duelist - 이명세
- 청연 - 윤종찬
- 그때 그사람들 - 임상수
- 천하장사 마돈나 - 이해영 외 1명
- 비스티 보이즈 - 윤종빈
- 황해 - 나홍진

### 뉴트로전주
- 엘. 코헨 - 제임스 베닝
- 국가의 탄생 - 제임스 베닝
- 고스트 타운 앤솔로지 - 드니 코테
- 여기 아래에 나무 - 벤 리버스
- 사물의 형태 - 벤 리버스
- 유령의 지층 - 벤 리버스
- 아무것도 상상할 수 없어 - 벤 리버스
- 마침내, 지금에서야! - 벤 리버스
- 그녀의 내음 - 알렉스 로스 페리
- 로호 - 벤자민 나이스타트
- 아버지의 목소리 - 기요로기 폴피
- 발랑기가: 울부짖는 황야 - 카븐
- 보물섬 - 기욤 브락
- 죽기에는 어려 - 도밍가 소토마요르 카스틸로
- 어둠으로의 초대 - 가스통 솔니츠키
- 나는 퓨마를 볼 수 있었다 - 에두아르도 윌리엄스
- 깜빡했어! - 에두아르도 윌리엄스 외 1명
- 파르시 - 에두아르도 윌리엄스 외 1명
- 아임 폴링 - 에두아르도 윌리엄스
- 와일드 - 헬레나 위트만
- 21,3°C - 헬레나 위트만
- 로스앤젤레스 - 피터 보 라프먼드 외 1명
- 프랑스여자 - 김희정
- 파고 - 박정범
- 갈까부다 - 고봉수
- 앙상블 - 정형석
- 좋은 여자 - 전규환
- 난폭한 파동 - 헬레나 위트만
- Shot Reverse Shot - 장우진
- 아다 칼레 - 헬레나 위트만
- 준하의 행성 - 홍형숙

### VR 시네마 특별전: 눈앞에 펼쳐진 미래 영화
- 스피어스 - 엘리자 맥니트
- 고스트 - 박현철
- 집으로 보내줘 - 카산드라 에바니스코
- 론 - 레스터 프랑수아
- Songbird - Lucy Greenwell
- 4 피트: 블라인드 데이트 (Metro Veinte: Cita Ciega) - 마리아 벨렌 폰시오
- 1인치 VR - 남궁석 외 1명
- 호로마루 - 홍재균

### 스페셜 포커스 - 로이 앤더슨: 인간 존재의 전시
- 스웨덴 러브 스토리 - 로이 앤더슨
- 길리압 - 로이 앤더슨
- 유, 더 리빙 - 로이 앤더슨
- 비둘기, 가지에 앉아 존재를 성찰하다 - 로이 앤더슨
- 영광의 세계 - 로이 앤더슨
- 자전거를 가져오다 - 로이 앤더슨
- 10월 5일 토요일 - 로이 앤더슨
- 2층에서 들려오는 노래 - 로이 앤더슨

### 스페셜 포커스 - 스타워즈 아카이브: 끝나지 않는 연대기
- 스타워즈 에피소드 4 - 새로운 희망 - 조지 루카스
- 스타워즈 에피소드 5 - 제국의 역습 - 어빈 커쉬너
- 스타워즈 에피소드 6 - 제다이의 귀환 - 리차드 마퀀드
- 스타워즈: 에피소드 1 - 보이지 않는 위험 - 조지 루카스
- 스타워즈 에피소드 2 - 클론의 습격 - 조지 루카스
- 스타워즈 에피소드 3 - 시스의 복수 - 조지 루카스
- 스타워즈: 깨어난 포스 - J.J. 에이브럼스
- 스타워즈: 라스트 제다이 - 라이언 존슨